# Amunicja teleskopowa
Amunicja teleskopowa – rodzaj naboju z pociskiem całkowicie ukrytym w łusce i otoczonym ładunkiem miotającym.

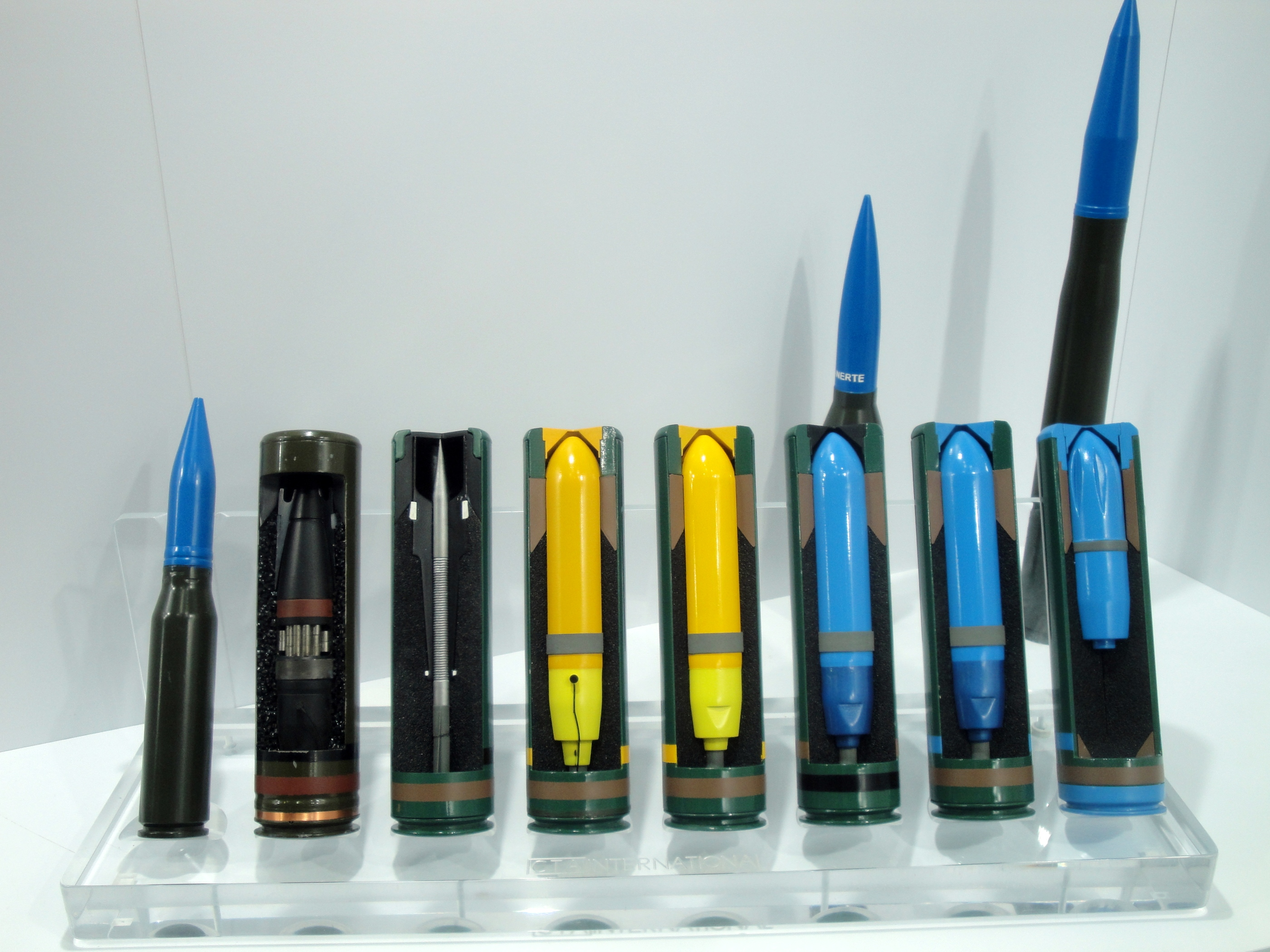
40 mm, amunicja teleskopowa.

## Historia
Koncepcja pocisku teleskopowego pojawiła się już w latach pięćdziesiątych XX w. Na początku lat dziewięćdziesiątych pojawiły się pierwsze działające prototypy, a przez następne dwie dekady dokończono rozwój projektów i zaoferowano gotowe systemy dla wojska.
Do tej pory tylko jedno rozwiązanie konstrukcyjne weszło do produkcji seryjnej i wyposażenia wojska. Jest to armata CT 40 francusko-brytyjskiej firmy CTA International (Case Telescoped Armament Int.). Firma została założona w 1994 roku jako wspólne przedsięwzięcie brytyjskiego Royal Ordnance i francuskiego GIAT. Głównym zadaniem nowej organizacji było opracowanie całkowicie nowego 40-mm naboju teleskopowego i broni. W oparciu o zgromadzone doświadczenia, uruchomiono projekt CTAS w 2013, który został zakończony w następnej dekadzie. Pojawiło się wówczas pierwsze zamówienie na produkcję mające na celu uzbrojenie wozów bojowych. Pierwszym nośnikiem takiej broni były brytyjskie pojazdy opancerzone Ajax. W 2022 roku Francja zamówiła armatę i amunicję teleskopową do swoich pojazdów opancerzonych EBRC Jaguar.

## Charakterystyka
Cechą charakterystyczną amunicji teleskopowej są mniejsze wymiary niż klasycznej amunicji a tym samym możliwość przechowywania w pojeździe opancerzonym większej ilości naboi. Ten typ amunicji upraszcza też budowę i działanie systemów ładowniczych armat, umożliwiając zastosowanie obrotowego zamka, zmniejszającego wymiary armaty i zwiększającego jej niezawodność. Opracowano kilka typów amunicji teleskopowej. W ofercie produkcyjnej znajdują się m.in. programowane pociski odłamkowe umożliwiające rażenie celów ukrytych za osłoną, programowana amunicja przeciwlotnicza, amunicja przeciwpancerna, klasyczna amunicja burząca oraz naboje ćwiczebne.. Według deklaracji producenta charakteryzuje ją znacznie większa energia eksplozji.

## Prace rozwojowe
W 2003 roku armia amerykańska uruchomiła program Lightweight Small Arms Technologies (LSAT), którego celem było stworzenie nowych rodzajów broni piechoty. Jednym z jego zadań było opracowanie nabojów teleskopowych do broni strzeleckiej standardowego kalibru. W ramach tego programu kilka firm opracowało gamę karabinów i karabinów maszynowych do nabojów teleskopowych, program do tej pory nie wyszedł poza testowanie amunicji i broni eksperymentalnej.
W Chinach w 2016 firma NORINCO Corporation wprowadziła moduł bojowy CS / AA5 z 40-mm armatą automatyczną do naboju teleskopowego. Wraz z modułem zademonstrowano modele dwóch rodzajów amunicji. Według dostępnych informacji moduł CS/AA5 i jego główny nośnik, transporter opancerzony VP10, wciąż znajdują się na etapie testów.
W Rosji prace nad amunicją teleskopową są jeszcze na wczesnym etapie. W 2015 kierownictwo Centralnego Instytutu Badawczego Tochmash poinformowało o planach stworzenia podobnych systemów w kalibrach artyleryjskich. 
Francuski koncern Nexter Systems ujawnił koncepcję głównego uzbrojenia dla czołgu podstawowego o nazwie ASCALON (Autoloaded and SCALable Outperforming guN). Nowy system uzbrojenia ma składać się z armaty gładkolufowej strzelającej specjalną amunicją teleskopową kal. 140 mm. Broń ta ma stanowić kompleksowe rozwiązanie nie tylko w perspektywie najbliższych kilkunastu lat ale także w latach 40 i 50 XXI wieku.  